# Амброз (Північна Дакота)
Амброз (англ. Ambrose) — місто (англ. city) в США, в окрузі Дівайд штату Північна Дакота. Населення — 24 особи (2020).

## Географія

Положення міста на мапі округу Дівайд

Амброз розташований за координатами 48°57′22″ пн. ш. 103°28′52″ зх. д. / 48.95611° пн. ш. 103.48111° зх. д. (48.955991, -103.480995).  За даними Бюро перепису населення США в 2010 році місто мало площу 2,76 км², уся площа — суходіл. В 2017 році площа становила 2,61 км², уся площа — суходіл.
Амброз розташоване за 15 км на заході від столиці округу Дівайда, міста Кросбі. Клімат семіаридний, з теплим літом та холодною зимою.

## Демографія
Згідно з переписом 2010 року, у місті мешкало 26 осіб у 18 домогосподарствах у складі 4 родин. Густота населення становила 9 осіб/км².  Було 29 помешкань (11/км²).
Расовий склад населення:
| - 100,0 % — білих |

До двох чи більше рас належало 0,0 %. Частка іспаномовних становила 0,0 % від усіх жителів.
За віковим діапазоном населення розподілялося таким чином: 7,7 % — особи молодші 18 років, 80,8 % — особи у віці 18—64 років, 11,5 % — особи у віці 65 років та старші. Медіана віку мешканця становила 53,5 року. На 100 осіб жіночої статі у місті припадало 136,4 чоловіків;  на 100 жінок у віці від 18 років та старших — 140,0 чоловіків також старших 18 років.
Цивільне працевлаштоване населення становило 18 осіб. Основні галузі зайнятості: будівництво — 33,3 %, сільське господарство, лісництво, риболовля — 22,2 %, транспорт — 11,1 %, роздрібна торгівля — 11,1 %.